# إنترلوكين 17ب
إنترلوكين 17ب (بالإنجليزية: Interleukin 17B)‏ هو بروتين بشري وأحد أفراد مجموعة إنترلوكين 17.